# Sebastiano Giuseppe Locati
Sebastiano Giuseppe Locati (Milano, 20 gennaio 1861 – Milano, 7 ottobre 1939) è stato un architetto italiano. Raggiunse la celebrità tra la fine dell’Ottocento e l’inizio del Novecento nell'ambito milanese per le sue creazioni in stile eclettico e liberty.

## Biografia
Nato da Francesco e Angela Fossati, studiò all'Accademia di Brera dove fu allievo di Camillo Boito e Carlo Formenti. Conclusi gli studi nel 1881, vinse il Concorso Oggioni per il biennio di perfezionamento a Roma, concluso il quale si trasferì a Parigi, dove si iscrisse alla Académie des beaux-arts e dove aggiornò le proprie conoscenze artistiche alimentando il proprio gusto eclettico.
Collaborò come assistente con Luca Beltrami e Giovanni Ceruti per intraprendere i primi incarichi personali nel 1885 con la casa Sartorelli, in via Torino a Milano.
Sempre a Milano il Locati realizzò edifici eclettici per committenti privati tra i quali si ricordano la Casa Rigamonti di via Solferino n° 24 (1889-90), la Casa dei fratelli Reining (poi rialzata) in corso Genova angolo piazzale Cantore (1895-96), la Casa dello scultore Odoardo Tabacchi (1902). Operò anche fuori dalla Lombardia come per esempio a Pesaro (Auditorium Pedrotti) o a Cavallino (Lecce), dove progettò Villa Tito per il celebre tenore salentino Tito Schipa.
Nel 1899 ottenne la nomina a professore presso l'Università di Pavia dove insegnò ornato e architettura, composizione architettonica e architettura pratica fino al 1935. Ricoprì inoltre la carica di commissario della Commissione Conservatrice dei Monumenti per la Lombardia sotto la direzione dell'arch. Gaetano Moretti.
Il Locati raggiunse l'apice della carriera professionale nel 1906, quando fu incaricato della direzione artistica generale della sezione allestita al parco Sempione della grande Esposizione internazionale di Milano, dedicata all'apertura del nuovo tunnel ferroviario del Sempione: per essa disegnò l'ingresso principale a configurazione ellittica con la riproduzione dei due imbocchi del tunnel, alcuni padiglioni, l'ingresso e il padiglione della Mostra nazionale di belle arti e l'edificio dell'Acquario, nel quale sono evidenti i rimandi alla corrente architettonica secessionista.
Riposa al Cimitero monumentale di Milano.